# Thunar
Thunar es el gestor de archivos lanzado oficialmente con la versión 4.4 de Xfce. Está siendo desarrollado por Benedikt Meurer, inicialmente para reemplazar el anticuado Xffm. 
Los objetivos del proyecto Thunar son la facilidad de uso y la accesibilidad. Otro objetivo es dotarlo de un alto rendimiento; aunque la facilidad de mantenimiento tiene mayor prioridad que la velocidad. Como el resto de Xfce, Thunar está diseñado para cumplir con diversos estándares (), como los indicados en freedesktop.org. 
Thunar es extensible con plugins .
El nombre Thunar proviene del dios Thor.

## Interfaz
La interfaz de Thunar fue desarrollada antes de construir el núcleo, siguiendo el paradigma RAD. Se creó un esbozo mínimamente funcional en el lenguaje Python, y se han ido agregando progresivamente características y cambiando la interfaz gráfica a partir de los comentarios de los usuarios iniciales. Thunar trata de construir una interfaz gráfica que sea distinta a la mayoría de los gestores de archivos basados en estructuras de árbol en el mundo Unix.

## API
Thunar provee una API para otros desarrolladores. El thunar-vfs provee una rica interfaz de programación multiplataforma para operaciones de alto nivel en sistemas de archivos, mientras Thunarx ofrece una librería para desarrollar extensiones para el gestor mismo.

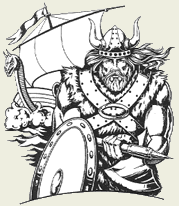
El logo de Thunar